# Pêne Arrouye
Pêne Arrouye – szczyt górski o wysokości 2420 m n.p.m. położony we francuskiej części Pirenejów, w departamencie Pireneje Wysokie, na terenie gminy Campan.